# Agallia hottentotta
Agallia hottentotta är en insektsart som beskrevs av Rauno E. Linnavuori 1961. Agallia hottentotta ingår i släktet Agallia och familjen dvärgstritar. Inga underarter finns listade i Catalogue of Life.